# Pável Rybalko
Pável Semiónovich Rybalko (en ruso: Па́вел Семёнович Рыба́лко; 11 de octubrejul./ 23 de octubre de 1894greg. - 28 de agosto de 1948) fue un líder militar soviético, comandante de tropas blindadas del Ejército Rojo durante y posteriormente a la Segunda Guerra Mundial. Alcanzó el grado militar de mariscal de las fuerzas blindadas (1 de junio de 1945) y fue dos veces condecorado con el título honorífico de Héroe de la Unión Soviética, además fue Diputado de la II Convocatoria del Sóviet Supremo de la Unión Soviética (1946-1950).

## Biografía

### Infancia y juventud
Pável Rybalko nació el 23 de octubre de 1894 en Maly Vystorop, una pequeña localidad rural en la gobernación de Járkov (ahora en el óblast de Sumy en Ucrania), entonces parte del Imperio ruso, en el seno de una familia muy numerosa (siete hijos) de un trabajador de una fábrica. Se graduó en la escuela parroquial de tres años. A la edad de 13 años, comenzó a trabajar en una fábrica de azúcar como aprendiz de tornero y asistió a la escuela dominical. Desde 1912 vivió en Járkov y trabajó como tornero en la planta de locomotoras de vapor de la ciudad.
Después del estallido de la Primera Guerra Mundial, fue reclutado por el Ejército Imperial Ruso en noviembre de 1914. Desde febrero de 1915 luchó en el Frente Sudoeste, en la 82.º División de Infantería. Participó en el sitio de Przemysl, en operaciones ofensivas en Bucovina y en la ofensiva de Brusilov (1916). En diciembre de 1916, el soldado Rybalko fue retirado del frente y trabajó como capataz asistente en un taller para la reparación de molinos de rodillos de la Unión Zemstvo de toda Rusia en Zbarazh y Ternópil.

### Guerra civil rusa
En diciembre de 1917, se incorporó a la Guardia Roja, a partir de febrero de 1918, como ayudante del comandante de un destacamento partidista, luchó contra los invasores, así como contra las tropas de Petliura y del Hetman Pavló Skoropadski. En agosto de 1918, en una batalla cerca de Ajtirka, fue capturado por los alemanes, después de la Revolución de Noviembre en Alemania fue liberado en diciembre de 1918. Regresó a su tierra natal, donde trabajó en la comisaría del distrito de Lebedinsky. Desde marzo de 1919 fue nombrado comandante del grupo de combate del distrito Cheka. Participó en la represión del levantamiento del Ataman Grigoriev, en Ucrania
En 1919 se unió al Partido Comunista —en esa época conocido como Partido Obrero Socialdemócrata de Rusia (bolchevique)— Desde junio de 1919, fue comandante de la compañía del regimiento de fusileros Lebedinsky, desde septiembre del mismo año, el comandante de este regimiento. Desde mayo de 1920, Comisionado del 84.º Regimiento de Caballería de la 14.º División de Caballería del 1.er Ejército de Caballería, luego de la 1.ª Brigada de la 14.° División de Caballería.
Participó en la derrota de las tropas de Antón Denikin en Kubán durante la operación del Cáucaso Norte, También combatió en la Guerra polaco-soviética cerca de Uman, en batallas con los polacos en la dirección de Leópolis y cerca de Zamość, así como en la Ofensiva de Kiev, en batallas contra las tropas de Piotr Wrangel en el norte de Tavria (en la RSS de Ucrania), en la limpieza del territorio de Ucrania de los destacamentos del Ejército Negro de Néstor Majnó y otros atamanes rebeldes. Fue herido en acción en 1919.

### Período de entreguerras
Tras el final de la Guerra Civil permaneció en el Ejército Rojo. En relación con la reducción del ejército y la eliminación del nivel de mando de la brigada, fue nombrado comisario adjunto del 83.° Regimiento de Caballería de la 14.ª división de caballería en el distrito militar del Cáucaso Norte, luego comisario del 84.º regimiento de caballería de la misma división. De agosto de 1925 a septiembre de 1925 - Comisario del 61.º Regimiento de Caballería de la 1.ª Brigada Especial de Caballería en Moscú.
De septiembre de 1925 a julio de 1926 estudió en los Cursos de Formación Avanzada para el Estado Mayor Superior (KUVNAS) en la Academia Militar Frunze del Ejército Rojo.

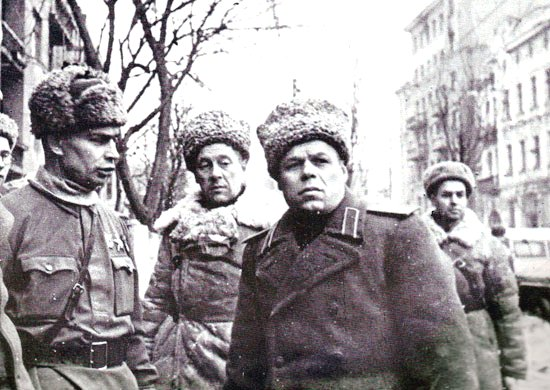
El comandante del Ejército de Tanques, el teniente general Rybalko, primavera de 1943

De julio de 1926 a octubre de 1927 trabajó como comandante de escuadrón del 75.º regimiento de caballería (estación de Dauria) de la 5.ª brigada de caballería de Kubán en el distrito militar de Siberia. Desde octubre de 1927 hasta octubre de 1928, comandante y comisario de una división de la División de Caballería Separada en el Distrito Militar de Ucrania. Desde octubre de 1928 hasta agosto de 1929, el comandante y comisario del regimiento cosaco y el líder de la 1.ª Brigada de Caballería de la 2.ª división de caballería del mismo distrito (Starokonstantinov). De agosto de 1929 a mayo de 1931: comandante y comisario del 7.º Regimiento de Caballería de Chernigov de los cosacos de Chervonny de la misma división. En 1930 se graduó de los cursos de perfeccionamiento de Tiro-Táctico del Estado Mayor del Ejército Rojo. De mayo de 1931 a abril de 1934 estudió en el departamento de caballería de la facultad principal de la Academia Militar Frunze.
Después de graduarse de la academia, fue adscrito a la Dirección de Inteligencia del Cuartel General del Ejército Rojo y enviado como asesor militar a China, donde estuvo hasta diciembre de 1935 en la lucha contra los rebeldes Uigures de Ma Zhongin en la provincia china de Sinkiang
Con la introducción de los rangos militares personales en 1935, se le concedió el grado militar de coronel. De febrero de 1936 a julio de 1937, ejerció como subcomandante de la 8.ª División de Caballería de Montaña en el Turquestán, en la ciudad de Ferganá del Distrito Militar de Asia Central.
De julio de 1937 a octubre de 1939, fue agregado militar en Polonia. Entre abril y diciembre de 1940 fue agregado militar en China, posteriormente pasó «a disposición de la Dirección de Inteligencia del Estado Mayor».

### Segunda Guerra Mundial
Hasta diciembre de 1941 permaneció «a disposición de la Dirección de Inteligencia del Estado Mayor». De septiembre de 1941 a mayo de 1942, fue jefe del departamento de inteligencia de la Escuela Especial Superior del Estado Mayor del Ejército Rojo.

#### 1942
A partir de mayo de 1942, fue finalmente destinado al frente como comandante adjunto del 3.er Ejército de Tanques, en ese momento el ejército se encuentra en la etapa de entrenamiento y formación y no participa en las hostilidades.
El 15 de julio de 1942, la Stavka decide disolver el recién formado 5.º Ejército de Tanques, que operó sin éxito en la operación defensiva estratégica de Vorónezh-Voroshilovgrad (véase batalla de Vorónezh) y sufrió grandes pérdidas de personal y equipos. El 25 de julio, el ex comandante del 5.º Ejército de Tanques, el mayor general Aleksandr Lizyukov muere en acción. El 28 de julio, el Cuartel General decidió mantener el control del 5.º Ejército de Tanques. El 17 de agosto, la Stavka ordena transferir la dirección del antiguo 5.º Ejército de Tanques y parte de sus unidades de apoyo al Subcomandante del 3.er Ejército de Tanques, al mayor general Rybalko.

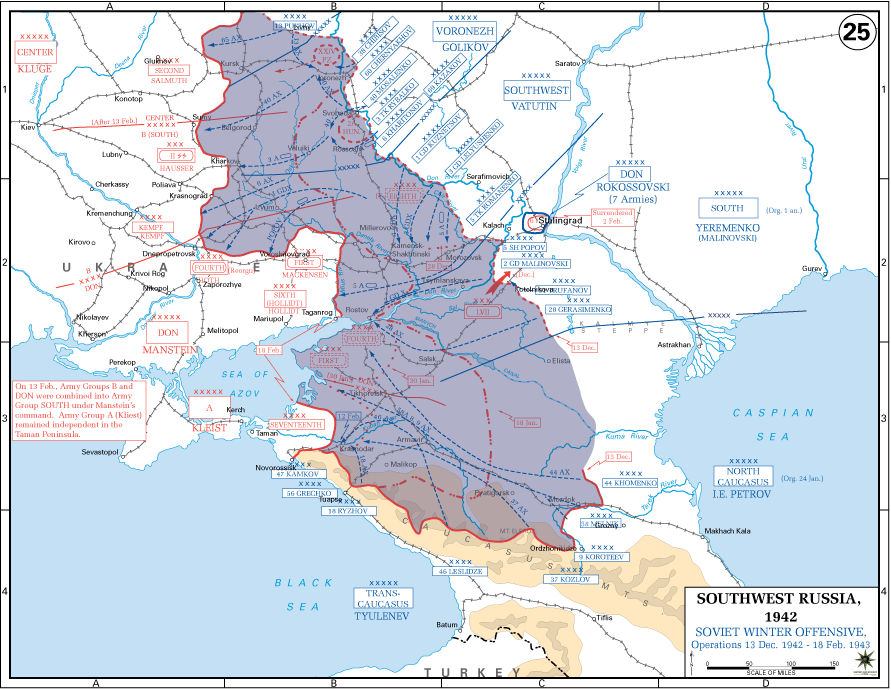
Segunda Ofensiva de invierno soviética (1942-1943)

El 30 de agosto, el mayor general Rybalko fue nombrado comandante del 5.º Ejército de Tanques con la tarea de restaurar su mando y control antes del 3 de septiembre. El 9 de septiembre, el Cuartel General retiró del frente al 3.º Ejército de Tanques que participó en la fallida Ofensiva Rzhev-Sychev y en el contraataque del Frente Occidental, tras las duras pérdidas que había sufrido, a su reserva para su reorganización y reabastecimiento.
El 22 de septiembre, el Cuartel General decidió reorganizar el mando del 3.er y 5.° Ejércitos de Tanques, y el mayor general Rybalko se convirtió en el comandante del 3.er Ejército de Tanques. Aparentemente, el Cuartel General decidió que el mejor para comandar el 5.° Ejército de Tanques, que ya había entrado en la batalla el 23 de septiembre, sería el comandante Prokofy Romanenko, que ya tenía algo de experiencia y autoridad, y Rybalko se concentraría mejor en la formación y el personal, donde ya tenía cierta experiencia.

#### 1943-1944
El teniente general Rybalko comenzó a comandar tropas en combate, realmente solo en enero de 1943, cuando sus tropas participaron, integradas en el Frente de Vorónez al mando del mariscal Filip Gólikov, en la Ofensiva de Vorónezh-Kastornoye y en la Tercera batalla de Járkov, parte de la ofensiva general soviética del invierno de 1942-1943, lanzada por el Alto Mando Soviético, tras el arrollador éxito de la Operación Saturno. Durante la Tercera Batalla de Járkov, el 3.er Ejército de Tanques de Rybalko fue rodeado parcialmente por el contraataque del II Cuerpo Panzer SS al mando del teniente general Paul Hausser. El general Hausser tras retirarse de Járkov reorganiza sus divisiones Pánzers y contraataca a las desorganizadas y exhaustas vanguardias del 3.er Ejército de Tanques soviético, retomando Járkov el 15 de marzo y Bélgorod el 18 de marzo, ocasionando grandes pérdidas, al 3.er Ejército de Tanques, especialmente en equipos blindados y motorizados y tuvo que ser retirado del frente para reorganizarse, con lo que el 16 de abril de 1943 pasó a denominarse 57.º Ejército.

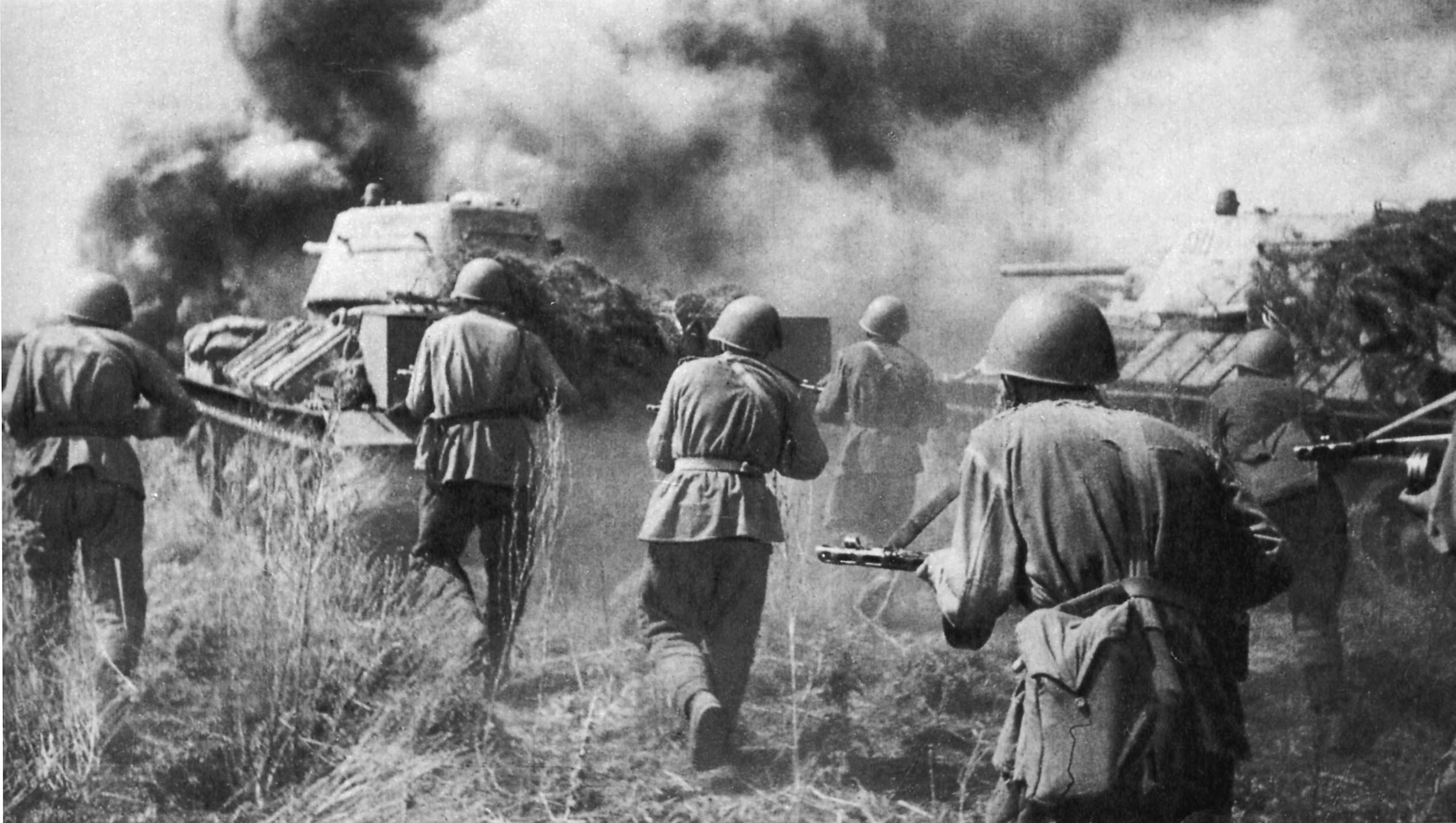
Tropas soviéticas apoyadas por tanques T-34 del Frente Vorónezh, contraatacan, julio de 1943

El 14 de mayo, Se reconstituye el 3.er Ejército de Tanques, ya como Ejército de Guardias, y por orden del Cuartel General de la misma fecha, el teniente general Rybalko fue designado comandante del 3.er Ejército de Tanques de la Guardia. Una vez más, se enfrenta a la tarea de restaurar la capacidad de combate del ejército, de la que nunca se separará hasta el final de la guerra.

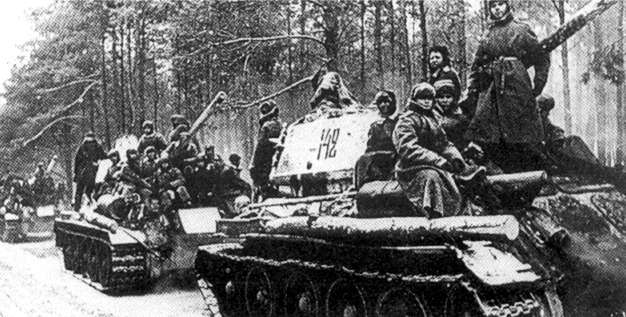
Tanques soviéticos durante la Ofensiva Vístula-Óder

Tras el exitoso contraataque alemán, se formó un saliente centrado en la ciudad ucraniana de Kursk, fue precisamente en este saliente donde el alto mando alemán había decidido lanzar su próxima ofensiva de primavera, diseñada como un breve y rápido avance de sus divisiones panzer para cercar en una bolsa todas la unidades soviéticas estacionadas en los alrededores de Kursk.
Tras una larga y compleja preparación los alemanes lanzan la Operación Ciudadela, el 5 de julio de 1943, y tras una semana de duros enfrentamientos los soviéticos logran contener las divisiones panzers y posteriormente lanzan dos contraataques, contra los flancos norte (Operación Kutuzov) y sur (Ofensiva Belgorod-Járkov) de las exhaustas fuerzas alemanas. Fue precisamente en el curso de la Operación Kutuzov, en el flanco norte en dirección a Orel donde el ejército de Rybalko, ahora integrado en el Frente de Briansk al mando del general Markián Popov, jugó un papel crucial en la victoria soviética. Posteriormente participó en la liberación de Kiev el 17 de noviembre de 1943 y en la Batalla del cruce del Río Dniéper, tras cuyo cauce, se habían atrincherado las asediadas unidades del Grupo de Ejércitos Sur del mariscal Erich von Manstein.

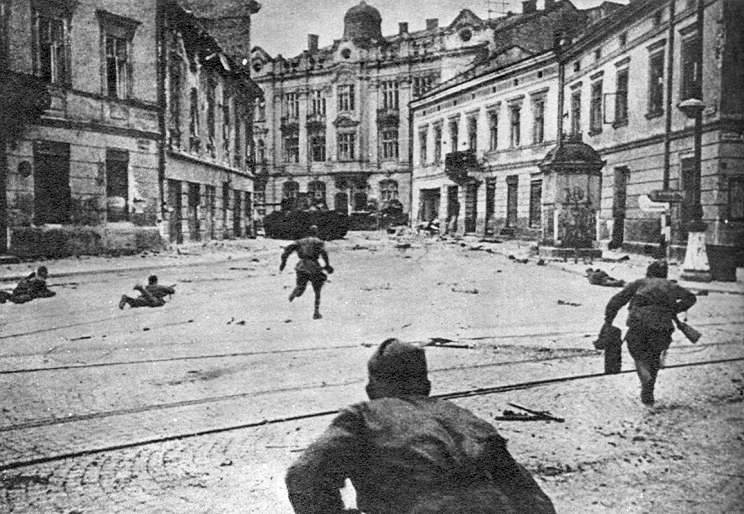
tropas soviéticas liberan la ciudad de Leópolis

Por los éxitos de su ejército durante ese crucial año, Pável Semiónovich Rybalko recibió el título de Héroe de la Unión Soviética con la Orden de Lenin y la medalla de la Estrella de Oro.
Bajo su mando, el ejército operó con éxito en las posteriores operaciones ofensivas de Zhytomyr-Berdichev (diciembre de 1943 - enero de 1944), Proskurov-Chernivtsi (marzo-abril de 1944), todas ellas parte de la Ofensiva del Dniéper-Cárpatos. tras estas operaciones el Ejército Rojo expulsa de Ucrania occidental, a las últimas y diezmadas unidades alemanas y se prepara para liberar Polonia y avanzar hacía el corazón de la Alemania nazi.
En el verano de 1944, tuvo un destacado papel durante la Ofensiva Leópolis-Sandomierz, como parte del Primer Frente Ucraniano. El 16 de julio, el 3.er Ejército de Tanques de la Guardia se lanzó por una estrecha brecha en las líneas alemanas en los alrededores de Brody, la brecha era tan estrecha que los 7000 vehículos de Rybalko, en algunos casos, tenían que pasar en fila india. Utilizando los tanques pesados IS-2 como arietes para aplastar las posiciones alemanas, Rybalko avanzó incesantemente sobre pistas de rodillos improvisadas por sus ingenieros, a través de espesos bosques y marismas. A pesar de los incesantes contraataques alemanes sobre sus flancos, agrupó a sus fuerzas y continuó avanzando hacia el oeste, mientras unidades de infantería del 60.º Ejército se encargaban de despejar las unidades enemigas tras la penetración de las unidades blindadas. y continua su avance hacia el oeste hasta que ocupan una cabeza de puente en la orilla occidental del Vístula, en torno a la ciudad de Sandomierz, en la horquilla que forma el río Vistula y el Sam al sur de Varsovia y a pocos kilómetros al este de la ciudad polaca de Cracovia. Defendiendo la cabeza de puente durante dos meses de los continuos y desesperados contrataques alemanes.

#### 1945
A principios de 1945, participó en la Ofensiva del Vístula-Óder (12 de enero - 2 de febrero de 1945), ya en territorio alemán y en la liberación de toda la parte occidental de Polonia, hasta el río Oder, ocupando en su avance las importantes zonas industriales de la Baja y la Alta Silesia. Ocupando una posición inmejorable para el posterior avance hacia Berlín y la completa destrucción de los restos de la Wehrmacht.
En las primeras horas del amanecer del 16 de abril, el Primer Frente Ucraniano del mariscal Kónev iniciaba, con una poderosa barrera de artillería, el cruce de los ríos Nisse y Óder, dando inicio así a la Batalla de Berlín, en un principio el cometido de las tropas de Kónev era secundario, debían avanzar hacia el río Elba y tomar contacto con el Primer Ejército de Estados Unidos, un segundo ataque más al sur, con los 52.º Ejército y el 2.º Ejército polaco (Stanisław Popławski), debía avanzar hacia el suroeste en dirección a Dresde.
Al contrario que las tropas del 1.er Frente Bielorruso de Zhukov, que estaban estancadas en duros combates en los altos de Seelow (véase Batalla de las Colinas de Seelow), las tropas bajó el mando de Kónev, rompieron rápidamente las débiles líneas de defensa del 4.º Ejército Panzer alemán y avanzaron profusamente en la retaguardia alemana. Al día siguiente (17 de abril) unidades de vanguardia de sus dos ejércitos blindadosː el 3.er Ejército de Tanques (Pável Ribalko) y el 4.º Ejército de Tanques (Dimitri Leliushenko) comenzaron a vadear el río Spree. En ese punto Stalin dio permiso a Kónev para dirigir sus dos ejércitos blindados hacia el norte, en dirección a Berlín, para apoyar a las tropas de Zhúkov que seguían combatiendo en la zona de Seelow.

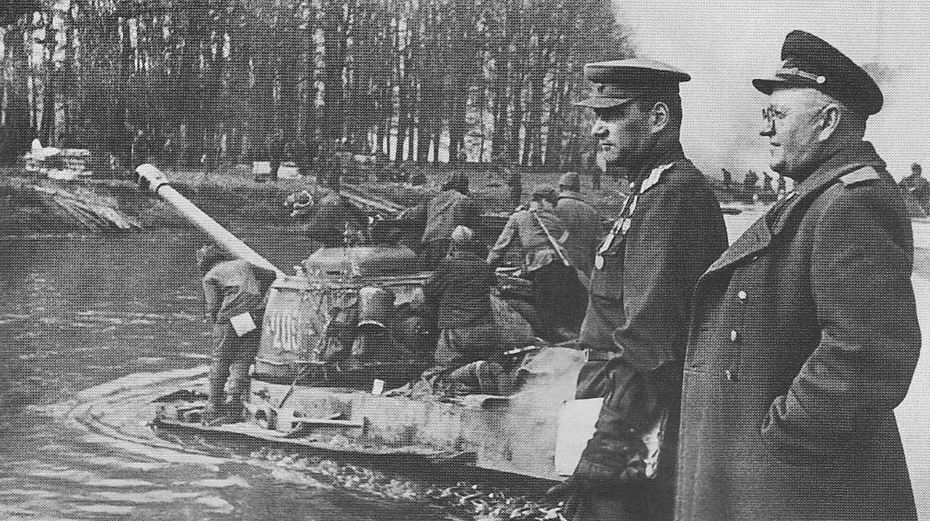
Una unidad blindada soviética cruza el Spree en su camino a Berlín.

El 18 de abril el 3.º y el 4.º Ejército de Tanques del Primer Frente Ucraniano comenzaron un imparable avance en dirección a los suburbios del sur y del oeste del Berlín, cercando en el proceso a parte del 9.º Ejército alemán (Theodor Busse) entre el Óder y los ejércitos acorazados soviéticos. El 20 de abril las tropas de Pável Ribalko, tomaron el antiguo cuartel general del estado mayor alemán, OKH, en Zossen a solo 30 kilómetros al sur de Berlín. El día 22 las unidades de vanguardia de Kónev alcanzaban los barrios del sur de Berlín y comenzaban a avanzar hacia Potsdam y completar el cerco de la capital nazi. Finalmente el día 24, la vanguardia del 8.º Ejército de Guardias del coronel general Vasili Chuikov se encontró con una unidad del 3.º Ejército de Tanques de Pável Ribalko, cerca del aeropuerto de Schönefeld, en el borde suroriental de la capital alemana, completando así el cerco de Berlín.
Inmediatamente después de la captura de Berlín, Dimitri Leliushenko y su ejército de tanques se encargaron del asalto a la ciudad de Praga, que se había alzado en armas contra los ocupantes nazis (véase Batalla de Praga). A las 3 a. m. del 9 de mayo, las puntas de lanza del 4.º Ejército de tanques de Dimitri Leliushenko penetraron en Praga por el noroeste; unas horas más tarde se le unían las vanguardias del 3.er Ejército de Tanques (Pável Ribalko). A las 10:00h. las tropas del Primer Frente Ucraniano de Kónev comenzaron sistemáticamente a limpiar la ciudad de las últimas tropas alemanas.
El 10 de mayo, unidades del Segundo Frente Ucraniano al mando del mariscal Rodión Malinovski y del Cuarto Frente Ucraniano al mando del mariscal Andréi Yeriómenko, penetraron en la ciudad desde el este y el sur, cercando en una gran bolsa a la mayor parte del 1.º Ejército Panzer alemán de Walther Nehring. Posteriormente tropas soviéticas avanzaron hacia el oeste en persecución de las tropas alemanas que habían escapado del cerco.
El 11 de mayo el combate acabó cuando las fuerzas soviéticas penetraron por toda la ciudad y precipitaron la rendición de las tropas alemanas, que no habían podido escapar del cerco. Solo unos pocos miles de los 600.000 soldados del Grupo de Ejércitos Centro alemán alcanzaron las líneas del Tercer Ejército de los Estados Unidos del general George S. Patton la abrumadora mayoría de ellos tuvieron que rendirse a los soviéticos. Esta fue la última acción de combate que vio durante la guerra.
Rybalko recibió la segunda medalla de la Estrella de Oro de Héroe de la Unión Soviética el 6 de abril de 1945 por la distinción militar de las tropas bajo su mando en la etapa final de la guerra y por su heroísmo personal.

## Posguerra
Después de la guerra, continuó al mando del 3.er Ejército de Tanques de la Guardia, que pasó a formar parte del Grupo de Fuerzas Soviéticas en Alemania y en la segunda mitad de 1945 se reorganizó en el 3.er Ejército Mecanizado de la Guardia. El 1 de junio de 1945 se le otorgó el grado militar de Mariscal de las Fuerzas Blindadas.
Desde abril de 1946 hasta abril de 1947 fue el primer subcomandante de las fuerzas blindadas y mecanizadas del Ejército Soviético del Grupo de Fuerzas Central, estacionadas en Austria y Hungría. En febrero de 1946 fue elegido diputado del Sóviet Supremo de la Unión Soviética de la 2.º convocatoria por el 666 distrito electoral especial
El mariscal de blindados Pável Semiónovich Rybalko murió en Moscú, el 28 de agosto de 1948, a causa de una enfermedad renal. Fue enterrado en el Cementerio Novodévichi.

## Familia
Su único hijo, el teniente Vil Pavlovich Rybalko, murió en combate (quemado dentro de un tanque) en el Frente Suroeste en el verano de 1942.

## Promociones
- Coronel (1935)
- Kombrig (20 de febrero de 1940)
- Mayor general (4 de junio de 1940)
- Teniente general (18 de enero de 1943)
- Coronel general (30 de diciembre de 1943)
- Mariscal de Blindados (1 de junio de 1945)[5]

## Condecoraciones

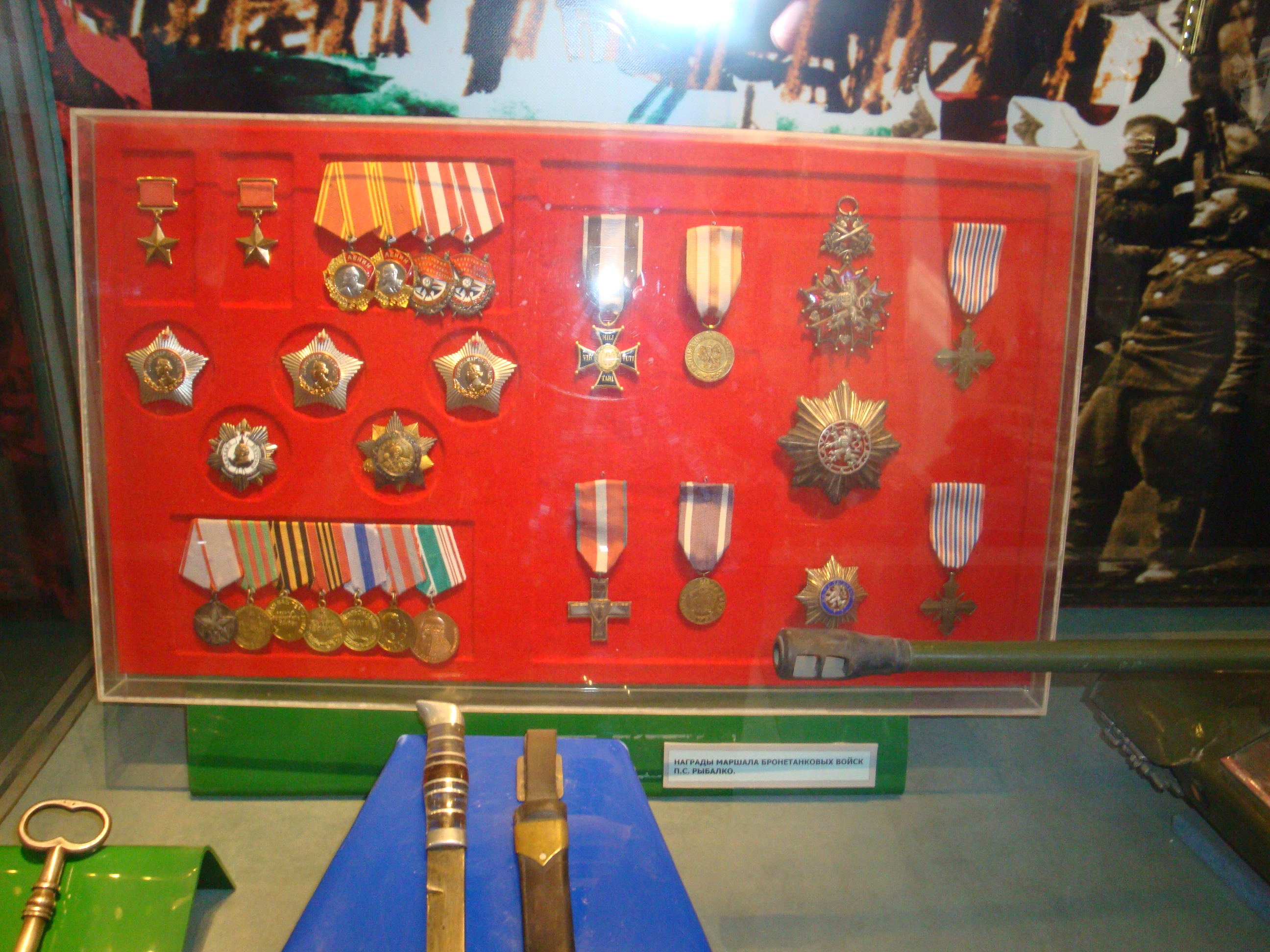
Condecoraciones de Pável Rybalko expuestas en el Museo Central de las Fuerzas Armadas en Mosú

A lo largo de su carrera militar Pável Rybalko recibió las siguientes condecoracionesː
Unión Soviética
- Héroe de la Unión Soviética, dos veces (1943, 1945)
- Orden de Lenin, dos veces (1943, 1945)
- Orden de la Bandera Roja, tres veces (1921, 1944, 1948)
- Orden de Suvórov de 1.er grado, tres veces (1944, 1944, 1945)
- Orden de Kutúzov de 1.er grado (1943)
- Orden de Bogdán Jmelnitski (1944)
- Medalla por la Defensa de Moscú
- Medalla por la Victoria sobre Alemania en la Gran Guerra Patria 1941-1945
- Medalla por la Conquista de Berlín
- Medalla por la Liberación de Praga
- Medalla del 20.º Aniversario del Ejército Rojo de Obreros y Campesinos
- Medalla del 30.º Aniversario de las Fuerzas Armadas de la URSS
- Medalla Conmemorativa del 800.º Aniversario de Moscú

Otros países
- Orden Virtuti Militari (Polonia)
- Orden de la Cruz de Grunwald de 1.er grado (Polonia)
- Medalla por el Oder, Neisse y el Báltico (Polonia)
- Medalla de la Victoria y la Libertad 1945 (Polonia)
- Orden del León Blanco (Checoslovaquia)
- Cruz de la Guerra de Checoslovaquia (1939-1945)